# 屈纳赫
屈纳赫是德国巴伐利亚州的一个市镇。总面积12.28平方公里，总人口4542人，其中男性2208人，女性2334人（2011年12月31日），人口密度370人/平方公里。